# Euphorbia thymifolia
Euphorbia thymifolia är en törelväxtart som beskrevs av Carl von Linné. Euphorbia thymifolia ingår i släktet törlar, och familjen törelväxter. Inga underarter finns listade i Catalogue of Life.

## Bildgalleri

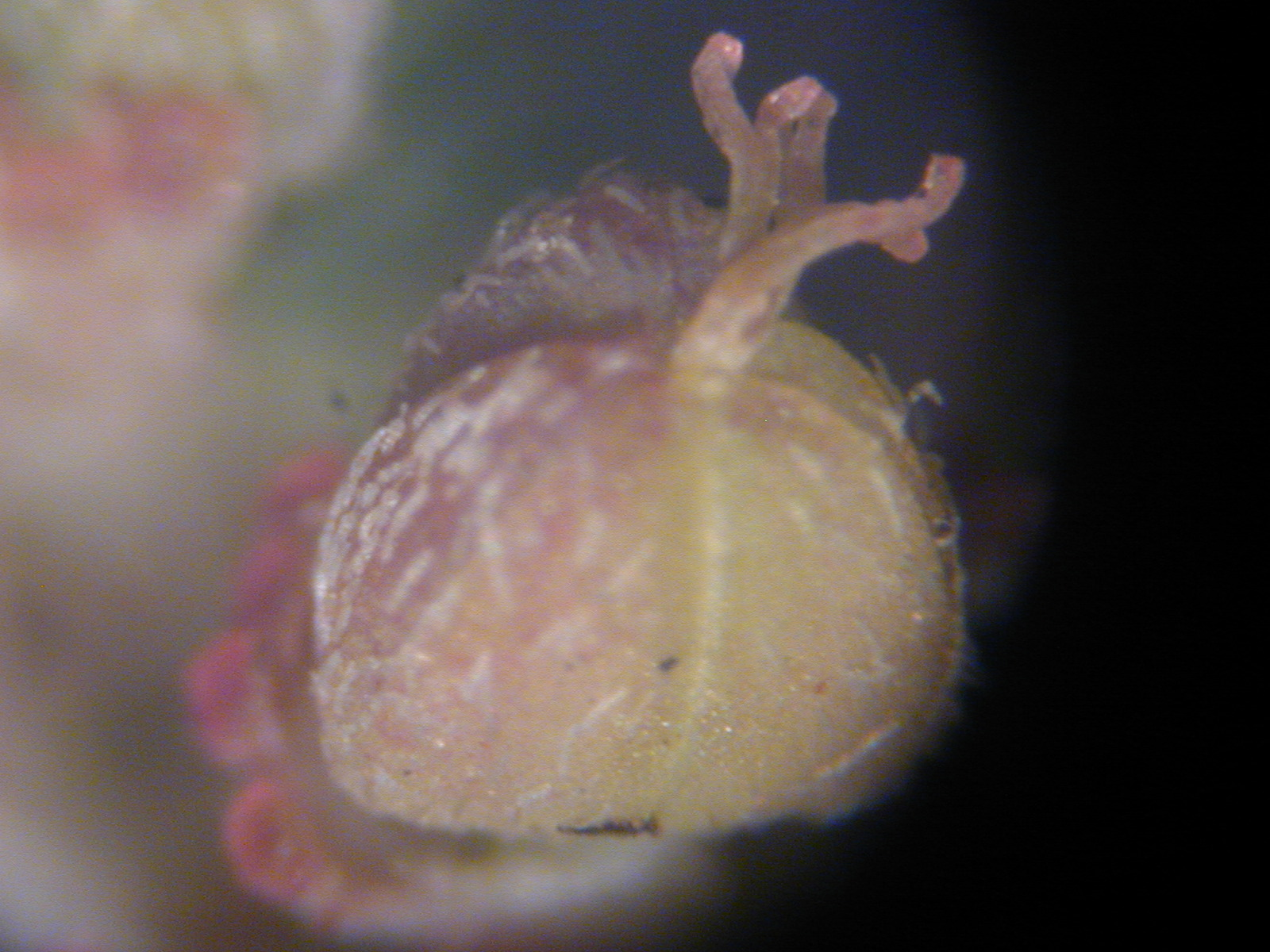
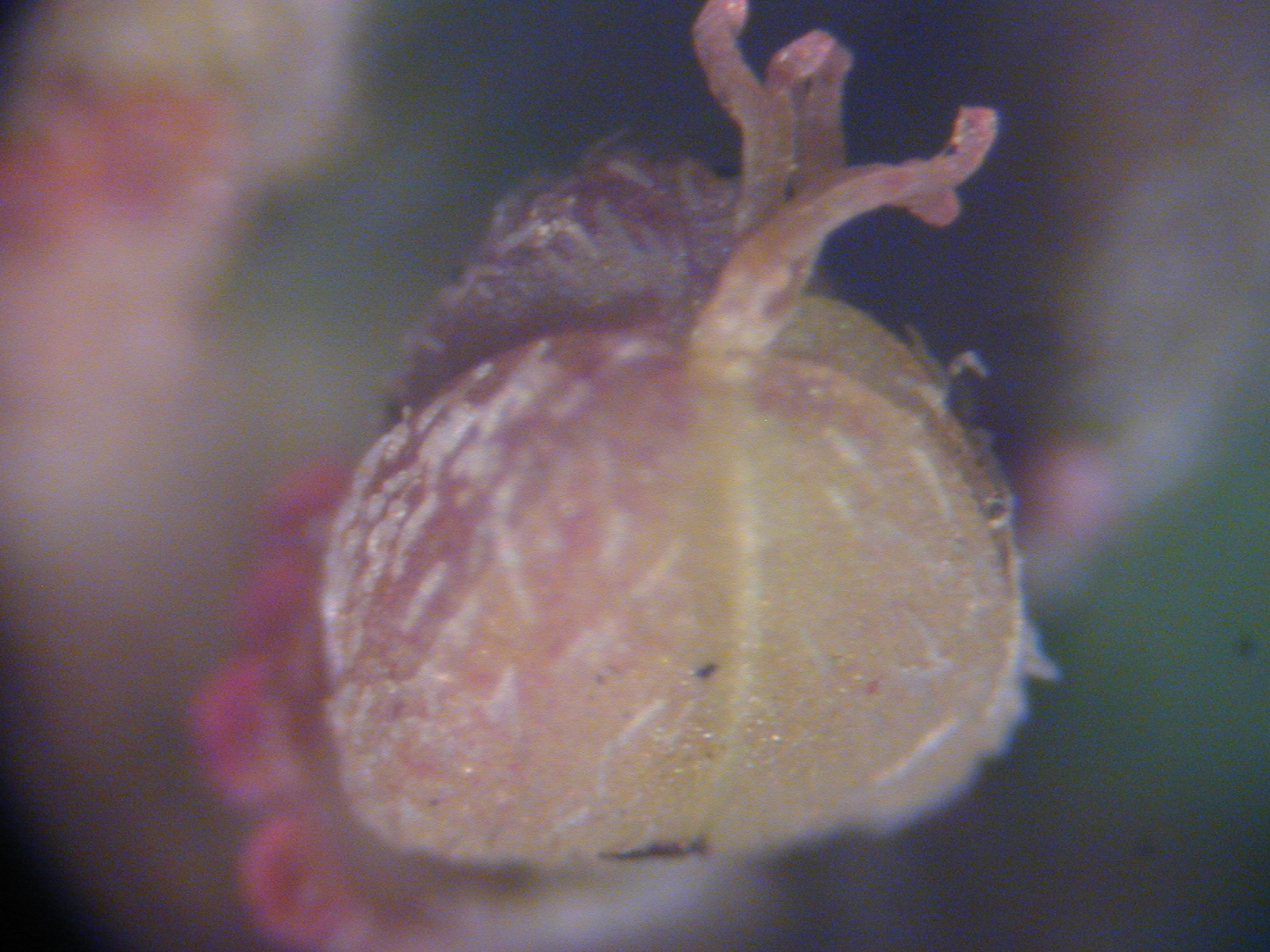
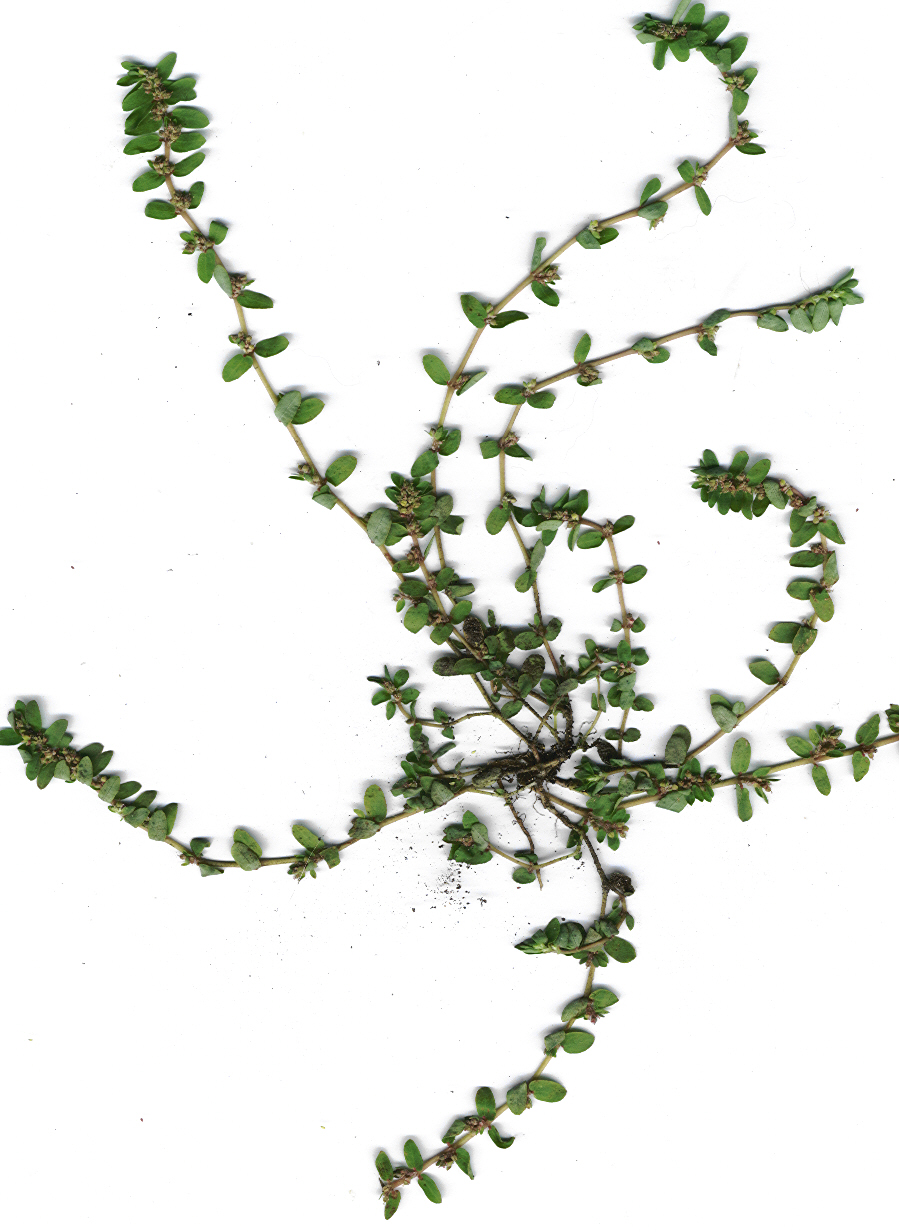